# Reinhard von Gehren
Reinhard Reinhold von Gehren (* 24. Dezember 1865 in Ziegenhain; † 8. Juni 1930 in Karlsbad) war ein deutscher Politiker.

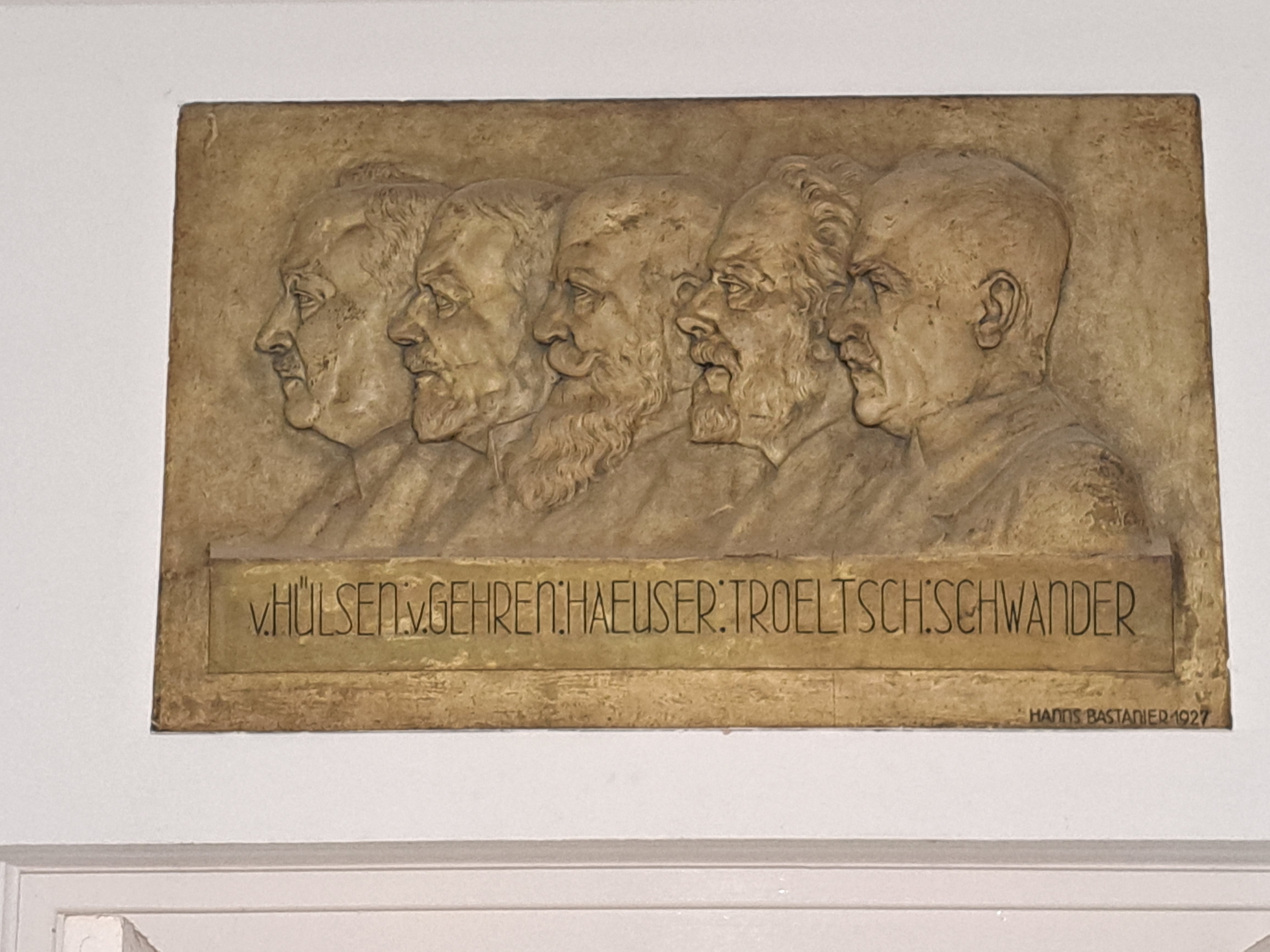
Von Gehren im Porträtprofil, 2. v. links, Relief im Kunstgebäude der Philipps-Universität Marburg

## Leben
Gehren war ein Sohn des Landrats und Geheimen Regierungsrats Otto von Gehren in Homberg (Efze) und dessen Ehefrau Wilhelmine geb. von Gehren, einer Adoptivtochter des Obersts Bernhard von Gehren. Er selbst besuchte das Gymnasium in Hersfeld und studierte an der Philipps-Universität Marburg und der Ludwig-Maximilians-Universität München Rechtswissenschaft. 1884 wurde er Mitglied des Corps Hasso-Nassovia. Als Einjährig-Freiwilliger diente er im 1. Pommerschen Feldartillerie-Regiment Nr. 2 in Stettin. Danach war er als Referendar in Homberg, Marburg und Lüneburg und ab 1894 als Regierungsassessor in Berlin beschäftigt. 1896 wurde er  Landrat  des Kreises Homberg. Mehrere Jahre lang war er Mitglied des  Kommunallandtags Kassel und des Provinziallandtags der Provinz Hessen-Nassau. Von 1912 bis 1918 gehörte Gehren zur konservativen Fraktion des Preußischen Abgeordnetenhauses. 1918 wurde er Landeshauptmann für Hessen und die Provinz Hessen-Nassau in Kassel. 1921 wurde er Mitglied des Preußischen Staatsrates. Gehren war Vorsitzender des konservativen Vereins für Hessen und Waldeck und Begründer und 1. Vorsitzender des Landesverbandes der Deutschnationalen Volkspartei für die Provinz Hessen-Nassau.

### Ehrungen
- Rechtsritter des Johanniterordens
- Ehrenbürger der Stadt Homberg (Efze)

### Familie
Gehren war verheiratet mit Luise von Heyer, verwitwete von Normann (* 27. August 1880 in Berlin; † 9. Dezember 1954 ebenda). Das Ehepaar hatte keine Kinder. Sein älterer Bruder war der Ober-Verwaltungsgerichtsrat August von Gehren, sein jüngerer Bruder Philipp von Gehren war Landrat des Kreises Goldap in Ostpreußen.